# 豊原郡 (台湾)
豊原郡（とよはらぐん）は、日本統治時代の台湾に存在した行政区画の一つであり、台中州に属した。

## 概要
豊原街、内埔庄、神岡庄、大雅庄、潭子庄の1街4庄を管轄し、郡役所は豊原街に置かれた。郡域は現在の台中市豊原区、后里区、神岡区、大雅区、潭子区に当たる。

## 歴代首長

### 郡守
- 前田保[1]
- 首藤章[2]
- 塚本常盤[3]
- 森万吉[4]：1928年9月[5] -
- 古藤誠助[6]
- 熊井才吉[7]：1932年[8] -
- 宗藤大陸[9]
- 河内寅次郎[10]
- 石渡達夫[11]：1938年1月[12] -
- 矢上純雄[13]：1939年4月[14] -
- 西元坂一[15]
- 谷口龍夫[16]